# Albino Mamede Cleto
Albino Mamede Cleto (Manteigas, 3 de Março de 1935 — Coimbra, 15 de Junho de 2012) foi um bispo católico português.

## Biografia
Frequentou o seminário do Patriarcado de Lisboa, diocese onde foi ordenado presbítero a 15 de Agosto de 1959. Licenciou-se em Românicas pela Faculdade de Letras da Universidade de Lisboa e foi professor ocasional na Universidade Católica de Lisboa, onde leccionou Línguas e Literatura.
Foi professor do Externato Diocesano Frei Luís de Sousa (1970-1978), docente eventual do Departamento de Filosofia da Universidade Católica Portuguesa (1978), desempenhou funções de representação e serviço, em várias estruturas do patriarcado:
No Patriarcado de Lisboa fez parte da equipa formadora do Seminário de Almada como prefeito de estudos e Vice-Reitor, presidiu à Comissão Administrativa do Santuário de Cristo-Rei, foi pároco da Paróquia da Estrela e membro da Comissão Diocesana de Arte Sacra do Patriarcado.
Foi nomeado bispo-auxiliar de Lisboa a 6 de Dezembro de 1982, com o título de Elvira pelo Papa João Paulo II. A sua ordenação espiscopal decorreu a 22 de Janeiro de 1983 no Mosteiro dos Jerónimos onde foi ordenado por D. António Ribeiro, cardeal-patriarca de Lisboa, por D. João Alves, bispo de Coimbra e por D. José da Cruz Policarpo, bispo-auxiliar de Lisboa. 
A inauguração do Centro Comercial das Amoreiras, em 27 de setembro de 1985, foi um evento nacional marcante, sendo o primeiro grande centro comercial em Portugal. Nesta ocasião, o bispo Dom Albino Cleto teve a função de abençoar o empreendimento, ao lado do Presidente da República na época, General Ramalho Eanes. Este centro comercial foi projetado pelo arquiteto Tomás Taveira e se destacou pelo seu design moderno e inovador para a época.
Dom Albino Cleto foi o coordenador da visita do Papa João Paulo II a Portugal em 1991, destacando-se como a terceira visita pastoral do pontífice ao país. Realizada entre 10 e 13 de maio, a viagem incluiu momentos de profunda significância espiritual, especialmente no Santuário de Fátima, onde o Papa reiterou o seu agradecimento pela proteção divina recebida durante o atentado que sofreu em 1981, no qual acreditava ter sido salvo pela intervenção de Nossa Senhora de Fátima.
A 29 de Outubro de 1997 foi nomeado Bispo-coadjutor de Coimbra, onde tomou posse a 11 de Janeiro de 1998 e assumiu o governo da Diocese de Coimbra  a 14 de Março de 2001 (sendo, desta forma, 29.º Conde de Arganil, de juro e herdade) por resignação de D. João Alves.
D. Albino Cleto foi também presidente da Comissão Episcopal dos Bens Culturais da Igreja e vogal da Comissão Episcopal da Cultura, Bens Culturais e Comunicações Sociais.
Aos 28 de Abril de 2011 teve a sua renúncia aceite, por limite de idade, por Sua Santidade o Papa Bento XVI. Desde essa data foi Administrador Apostólico da diocese de Coimbra e a partir de 10 de Julho de 2011 tornou-se Bispo Emérito da diocese de Coimbra. Continuou a exercer o seu cargo de vogal na Comissão Episcopal de Liturgia e Espiritualidade.
Faleceu a 15 de Junho de 2012 nos Hospitais da Universidade de Coimbra.

## Origens familiares
Descendente da família Cleto da Cunha, uma importante família de proprietários rurais e de industriais de lanifícios de São Pedro de Manteigas e com ascendência em Afonso Saraiva de Lucena, Senhor da Casa da Póvoa de Trancoso, e Vasco Fernandes de Lucena. Parente do Ministro da Justiça e Par do Reino Manuel Duarte Leitão e do industrial Joaquim Pereira de Mattos.

## Exéquias e Beatificação da Irmã Lúcia, vidente de Fátima
Presidiu à celebração das exéquias, realizadas na Sé Nova de Coimbra, o Santo Padre João Paulo II, representado pelo seu Enviado Especial o Cardeal Tarcício Bertone, arcebispo de Génova (Itália). Mensagem de Sua Santidade o Papa João Paulo II para o funeral da Irmã Lúcia, enviada ao Bispo de Coimbra, D. Albino Cleto, e lida durante a cerimónia funebre pelo Cardeal Bertone: 
«Ao venerável Irmão Albino Mamede Cleto, Bispo de Coimbra
Com profunda emoção tomei conhecimento que a Irmã Maria Lúcia de Jesus e do Coração Imaculado, com 97 anos de idade, foi chamada pelo Pai celestial para a mansão eterna do Céu. Ela assim atingiu a meta para a qual sempre aspirou na oração e no silêncio do convento.
A liturgia destes dias lembrou-nos que a morte é a comum herança dos filhos de Adão mas, ao mesmo tempo, deu-nos a certeza de que Jesus, com o sacrifício da cruz, abriu-nos as portas à vida imortal. Estas certezas da fé nós as recordamos, no momento em que damos nossa derradeira saudação a esta humilde e devota carmelita, que consagrou sua vida a Cristo, Salvador do mundo.
A visita da Virgem Maria que a pequena Lúcia recebeu em Fátima, junto aos seus primos Francisco e Jacinta em 1917, foi para ela o início de uma singular missão à qual se manteve fiel até o fim dos seus dias. A Irmã Lúcia deixa-nos um exemplo de grande fidelidade ao Senhor e de gozosa adesão à sua divina vontade.
Lembro com emoção os vários encontros que tive com ela e os vínculos de amizade espiritual que ao longo do tempo foram-se intensificando. Sempre me senti amparado pela oferta quotidiana da sua oração, especialmente nos duros momentos de provação e de sofrimento. Que o Senhor a recompense amplamente pelo grande e escondido serviço que prestou à Igreja.
Apraz-me pensar que para acolher a Irmã Lúcia, na sua piedosa passagem desta terra para o Céu, tenha sido precisamente Aquela que ela viu em Fátima, já faz tantos anos. Queira agora a Virgem Santíssima acompanhar a alma desta sua devota filha ao bem-aventurado encontro com o Esposo divino.
Confio-lhe, Venerável Irmão, a tarefa de assegurar às religiosas do Carmelo de Coimbra a minha proximidade espiritual, ao conceder, penhor de consolação neste momento da separação, uma afectuosa Benção, extensiva aos familiares, a Vós, ao Cardeal Tarcisio Bertone, meu enviado especial, e a todos os participantes ao sagrado rito de sufrágio.
Vaticano, 14 de Fevereiro de 2005,
João Paulo II»
A 13 de fevereiro de 2008, o Cardeal José Saraiva Martins, prefeito da Congregação para as Causas dos Santos, por ocasião do aniversário da morte da “vidente de Fátima”, tornou público que o Papa Bento XVI, atendendo ao pedido do Bispo Albino Mamede Cleto, de Coimbra, compartilhado com numerosos Bispos e fiéis do mundo, autorizou, excecionando as normas do Direito Canónico (art. 9 das Normae servandae), o início da fase diocesana da causa da sua beatificação, transcorridos apenas três anos da sua morte, antecipando assim o processo, já que o normal é que passem pelo menos 5 anos após a morte.
A fase diocesana do processo foi aberta em 30 de abril de 2008 por D. Albino Cleto, então Bispo de Coimbra. O solene encerramento dessa etapa ocorreu a 13 de fevereiro de 2017.
Em outubro de 2022, o processo de beatificação e canonização da religiosa tem um desenvolvimento importante, com a entrega, no Vaticano, do documento sobre as virtudes heróicas.
No ato de entrega da Positio Super Vita, Virtutibus et Fama Sanctitatis (sobre a vida, virtudes e fama de santidade), em Roma, estiveram presentes o Cardeal Marcello Semeraro; o postulador geral da causa de canonização, Padre Marco Chiesa; a vice-postuladora, Irmã Ângela de Fátima Coelho; o relator, monsenhor Maurizio Tagliaferri; e a Irmã Filipa Pereira. Este documento foi analisado por um conjunto de nove teólogos que emitiram o seu parecer favorável sobre a prática das virtudes em grau heróico.
A 22 de junho de 2023, o Papa Francisco aprovou a publicação do decreto que reconhece as “virtudes heróicas” da religiosa, após uma audiência concedida ao prefeito do Dicastério para as Causas dos Santos, Cardeal Marcello Semeraro, passo necessário para a beatificação.
Atualmente, Lúcia é considerada Venerável.

## Funeral de D. Albino Cleto na Sé Nova de Coimbra
D. Albino Cleto faleceu aos 77 anos no Centro Hospitalar da Universidade de Coimbra. Foi Bispo Auxiliar de Lisboa de 1983 a 1997, altura em que foi nomeado Coadjutor de Coimbra. Com a resignação de D. João Alves, D. Albino Cleto assumiu o governo desta diocese em 2001, ficando à frente dos destinos da Igreja Conimbricense durante 10 anos. Aos 75 anos, pediu a resignação, e Dom Virgílio Antunes sucedeu a Dom Albino Cleto. Ao deixar o governo da diocese de Coimbra, D. Albino Cleto regressou à freguesia de São Pedro, em Manteigas, sua terra natal. Depois de estar em câmara ardente na Sé Nova de Coimbra, seguiu para a sua terra natal, na diocese da Guarda. Foram muitas as personalidades civis e religiosas que quiseram marcar presença na Sé Nova de Coimbra para uma última homenagem a D. Albino Cleto, um homem que serviu a Igreja, mas também a sociedade. Algumas figuras que prestaram a derradeira homenagem a D. Albino Cleto na Sé Nova de Coimbra: Dom José Policarpo, Cardeal Patriarca de Lisboa, Dom Manuel Clemente, Bispo do Porto (futuro Cardeal Patriarca de Lisboa), Dom Virgílio Antunes, Bispo de Coimbra, Dom João Lavrador, Bispo Auxiliar do Porto (futuro Bispo de Viana do Castelo), Cardoso da Costa, antigo presidente do Tribunal Constitucional, Dr. João Paulo Barbosa de Melo, Presidente da Câmara Municipal de Coimbra.

## Depoimentos sobre Dom Albino Cleto
Cavaco Silva, Presidente da República: “Exerceu um magistério e uma ação pastoral marcantes, quer pelo seu sentido humanista de abertura ao mundo, quer pela clarividência com que, na linha do ensinamento do Concílio Vaticano II, soube ler os sinais dos tempos”.
Guilherme d’Oliveira Martins, presidente do Centro Nacional de Cultura: “A sua inteligência, humanismo e cultura ficam na memória de todos”.
Dom José Policarpo, Cardeal Patriarca de Lisboa, presidente da Conferência Episcopal Portuguesa: “O senhor Dom Albino era do clero de Lisboa, passou sua vida toda desde que entrou para o seminário em Lisboa. Lisboa deve-lhe muito. Percorreu praticamente todas as experiências que um sacerdote pode ter: foi professor do seminário, foi pároco da Estrela, depois foi bispo auxiliar durante vários anos, onde estivemos juntos. E neste momento, em que ele estava a encetar um período da vida que normalmente é de mais calma... pronto, mas parece que Nosso Senhor tem outros planos. E não tenho dúvida nenhuma de que o acolheu porque ele era um homem muito bom, com um coração muito bonito e muito simples.”  “Nosso Senhor tem os seus caminhos, achou que ele merecia já o prémio eterno (…) Alguns colegas até brincavam com ele porque interpretavam a sua candura interior como uma certa ingenuidade”.
Dom Manuel Clemente, Bispo do Porto (futuro Cardeal Patriarca de Lisboa): “Era um homem de uma extrema dedicação pastoral e ainda agora ia para a sua terra e lá colaborava com o sacerdote entre os sacerdotes em Manteigas e no que fosse preciso, e na Conferência Episcopal. E ainda esteve comigo há 15 dias, passou pelo Porto, a caminho dos Estados Unidos da América, fazer um serviço com os emigrantes, e imagino que deve ter sido com a mesma dedicação. E era um homem sempre agarrado à vida e aos contactos. Era uma figura encantadora!”
Dom Virgílio Antunes, Bispo de Coimbra: “Vi sempre nele, então como agora, um homem muito afável, muito próximo, muito amigo, com uma grande fé, com um grande espírito de serviço. Tocou-me muito pessoalmente este último ano, uma vez que ele me acolheu como continuador desta missão de Bispo de Coimbra, de braços abertos, com uma simpatia enormíssima e com muitas manifestações de apoio, procurando entusiasmar-me e animar-me. Portanto, do ponto de vista pessoal, guardo uma recordação muito bela deste homem que tinha uma candura interior muitíssimo grande.” “O seu modo de ser e a sua atitude de vida tornaram-no um homem de Deus, numa relação de proximidade e amizade, que deixou marcas no Povo de Deus, tanto nos leigos e religiosos como sobretudo nos sacerdotes”.
Dom João Lavrador, Bispo Auxiliar do Porto (futuro Bispo de Viana do Castelo): “Foi uma década que eu acompanhei o senhor Dom Albino na diocese e foi uma década muito gratificante pela pessoa que ele era, pela sua simplicidade, pela sua inteligência e, sobretudo, pela sua fé, no pastor que ele era, que realmente dinamizou a diocese incansavelmente. A sua morte, no fundo, foi o reflexo precisamente dessa sua dedicação, dessa sua entrega e da preocupação constante de estar junto de todas as pessoas.”
Dr. João Paulo Barbosa de Melo, Presidente da Câmara Municipal de Coimbra: “Eu acho que todas as pessoas que conheceram o Dom Albino Cleto nutrem por ele um grande carinho. Era uma pessoa muito próxima dos outros, um pastor no sentido... não é o pastor da autoridade, é o pastor da amizade. As pessoas aderiam ao senhor Dom Albino, sobretudo através do coração.”
Padre Nuno Santos: “Para mim, o senhor Dom Albino era o meu bispo, na medida em que fui ordenado por ele, sendo o primeiro padre que ele ordenou nesta diocese. Foi uma experiência de muita proximidade, muita cumplicidade, de muita amizade, e o Dom Albino marca-nos pela sua simplicidade, pela sua presença, uma presença sempre muito amiga. Essa é a grande marca do seu ministério aqui em Coimbra e também na relação que eu mantenho com ele.”
Biografia